# 里沃迪富日赖
里沃迪富日赖（法語：Rives-du-Fougerais，法語發音：[ʁiv dy fuʒʁɛ]）是法国旺代省的一个市镇，属于丰特奈勒孔特区。该市镇于2024年1月1日由原市镇瑟宰、圣叙尔皮斯昂帕雷和图阿尔赛-布伊尔德鲁合并而成，行政中心位于图阿尔赛-布伊尔德鲁。

## 地名
“里沃迪富日赖”（Rives-du-Fougerais）一名在法语中意为“富日赖河岸”，其中“富日赖河”指的是小富日赖河（Le Petit Fougerais），其为梅尔河支流，长13.1千米。

## 地理
里沃迪富日赖（46°37'9"N, 0°52'49"W）面积42.93 平方千米，位于法国卢瓦尔河地区大区旺代省，该省份为法国西部沿海省份，北起大西洋卢瓦尔省和曼恩-卢瓦尔省，西临大西洋，南至滨海夏朗德省，东部及东南部与德塞夫勒省接壤。
与里沃迪富日赖接壤的市镇（或旧市镇、城区）包括：昂蒂尼、圣莫里斯勒日拉尔、圣西尔德加、武旺、布尔诺、巴佐日昂帕雷、拉卡耶尔-圣伊莱尔、圣洛朗德拉萨勒。
里沃迪富日赖的时区为UTC+01:00、UTC+02:00（夏令时）。

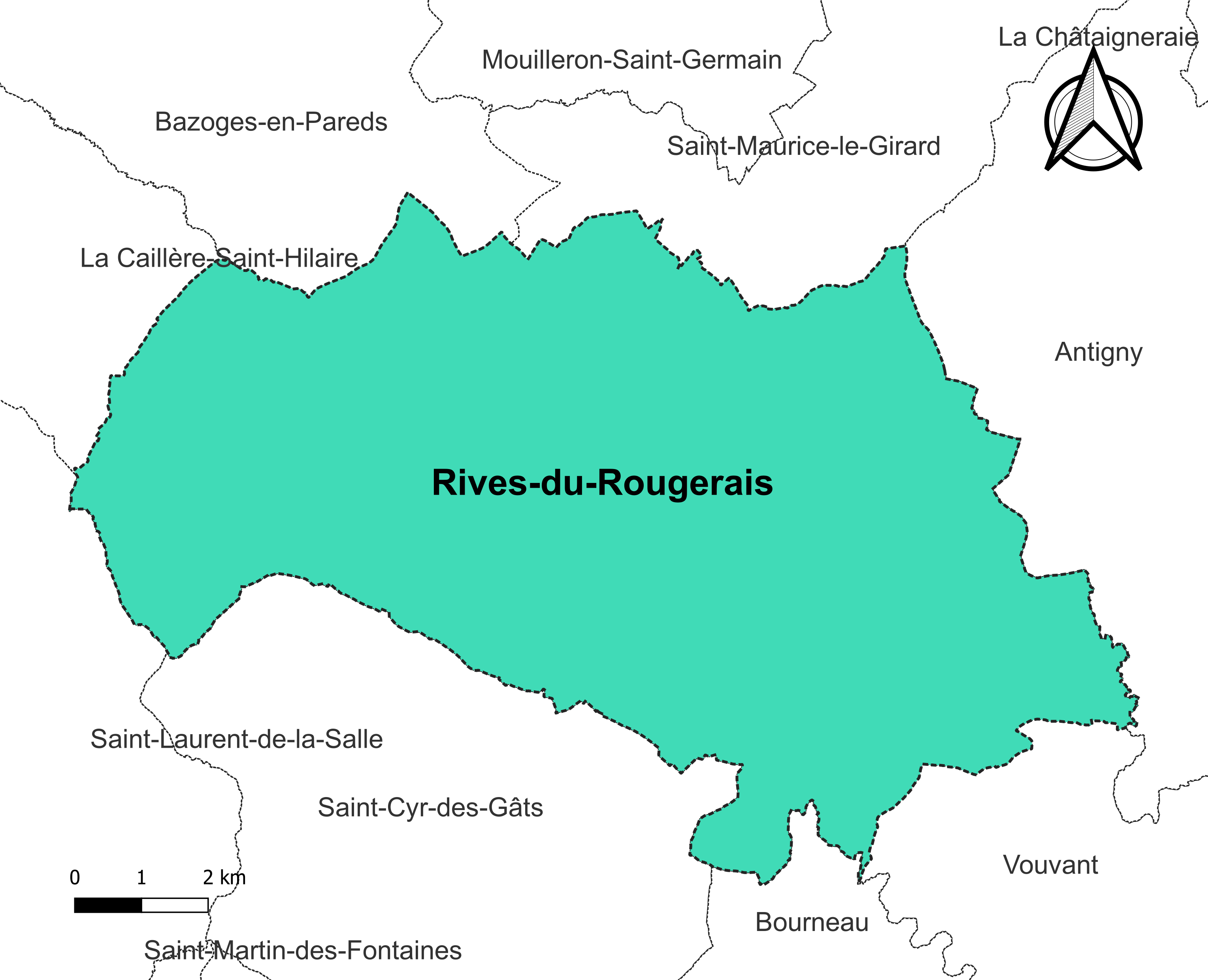
里沃迪富日赖的定位图

## 行政
里沃迪富日赖的邮政编码为85410，INSEE市镇编码为85292。

## 政治
里沃迪富日赖所属的省级选区为拉沙泰涅赖县。

## 人口
里沃迪富日赖于2022年1月1日时的人口数量为1504人。